# Jaroslav Diviš
Jaroslav Diviš (* 9. července 1986 v Hustopečích) je český krajní fotbalový útočník, od ledna 2017 hráč FK Jablonec. Mimo Česko působil na klubové úrovni na Slovensku. Může nastoupit i v záloze či obraně.

## Klubová kariéra
Svoji fotbalovou kariéru začal na Slovácku, kde prošel mládežnickými kategoriemi.

### 1. FC Slovácko
Před jarní částí sezony 2006/07 se propracoval do prvního mužstva, kde během celého svého působení odehrál jedno utkání, ve kterém se střelecky neprosadil.

### FC Vítkovice
V létě 2007 přestoupil do FC Vítkovice. V týmu působil dva roky. Za tým nastoupil během svého angažmá k 29 střetnutím, ve kterých vsítil 10 gólů.

### FC Slovan Liberec
V červenci 2009 podepsal dvouletý kontrakt s následnou opcí na prodloužení spolupráce se Slovanem Liberec. V klubu nakonec působil pouze jeden ročník. Za tým odehrál 13 zápasů, ve kterých branku nevstřelil.

### FK Senica
Před ročníkem 2010/11 odešel na roční hostování do slovenského mužstva FK Senica, které se pro hráče stalo prvním zahraničním angažmá. V týmu prožil úspěšnou sezonu, když dal 10 branek ve 32 utkání.
V létě 2011 do klubu přestoupil a dohodl se s klubem na tříleté smlouvě. Za mužstvo odehrál 76 zápasů, ve kterých vstřelil celkem 16 branek. S týmem si zahrál předkola Evropské ligy.

### 1. FC Slovácko (návrat)
V zimním přestupovém období sezony 2013/14 se domluvil na ukončení smlouvy (která mu měla vypršet na konci sezony) a vrátil se na Slovácko, kde se domluvil na kontraktu platném na dva a půl roku s následnou roční opcí 23. března 2014 prolomil čekání na první gól v nejvyšší české lize grandiózním způsobem, když se hattrickem podílel na debaklu Zbrojovky Brno 5:0. Vydařilo se mu i utkání 30. července 2016 v prvním kole ročníku 2016/17 v Generali Areně proti Spartě Praha (porážka Slovácka 2:3), kde vstřelil dva góly svého týmu a mohl přidat i další.

### FK Jablonec
V lednu 2017 přestoupil do klubu FK Jablonec, kde podepsal smlouvu na 3 roky.